# Strategia r-K
In ecologia, la strategia r-K o selezione r-K è un modello teorico che descrive la dinamica attraverso la quale una popolazione di una determinata specie cresce e si afferma in un ecosistema.

## Fondamenti
Il modello fu proposto da Edward Osborne Wilson e Robert MacArthur nel 1967, sulla base dei loro studi sulla biogeografia insulare, e descrive gli aspetti fondamentali con cui la popolazione di una specie varia nel corso del tempo in un ambiente.
Gli studi sulla dinamica delle popolazioni analizzano i fenomeni nel breve periodo sotto l'aspetto biometrico, definendo parametri quantitativi quali il ritmo di crescita e la distribuzione di età, ma non prendono in esame la dinamica nel lungo periodo, ovvero il destino che avrà una determinata specie in un ambiente dinamico. La teoria sulla selezione r-K definisce le basi ecologiche ed etologiche si cui si fonda la dinamica di una popolazione, ponendo i presupposti per l'elaborazione di modelli previsionali che definiscano le potenzialità di successo di una determinata specie.
La teoria, espressa in termini quantitativi, si basa fondamentalmente sul rapporto di due variabili che sono, rispettivamente, il potenziale biotico e la capacità portante dell'ambiente.
Il concetto di potenziale riproduttivo o potenziale biotico fu elaborato da Chapman nel 1928. Chapman definì il potenziale biotico come la capacità intrinseca degli organismi di aumentare di numero e lo mise in relazione a parametri demografici quantificabili, quali il numero di individui di una generazione, il rapporto numerico fra i sessi, la frequenza degli eventi riproduttivi nell'unità di tempo, e ad altri meno quantificabili come la capacità di sopravvivenza.
Il concetto di capacità portante dell'ambiente o capacità biologica specifica (detta carrying capacity in inglese) fu elaborato matematicamente dallo statistico Pierre François Verhulst nel 1838. La capacità portante esprime il numero massimo di individui che possono essere mantenuti stabilmente in un ambiente.
La teoria della selezione r-K applica come modello matematico l'equazione di Verhulst:
{\displaystyle {\frac {dN}{dt}}=rN\left(1-{\frac {N}{K}}\right)}
dove:
- N è il numero di individui
- r il potenziale biotico
- K la capacità portante
- t la variabile tempo

## Relazione fra potenziale biotico (riproduttivo) e capacità portante ambientale
Sotto l'aspetto ecologico, le due variabili sono reciprocamente indipendenti.
Il potenziale biotico è una variabile associata alle caratteristiche intrinseche della specie. Nel breve periodo prescinde dalle condizioni ambientali e può essere rappresentata dall'equazione di Chapman:
{\displaystyle {\frac {dN}{dt}}=rN}
Integrando questa funzione, si ottiene la relazione
{\displaystyle N=N_{o}\cdot e^{rt}}
Come si può osservare, l'entità di una popolazione dipende dal numero di individui nella generazione parentale e dal fattore tempo e procede in termini esponenziali. Questa relazione ha però un valore esclusivamente teorico in quanto non tiene conto della resistenza opposta dall'ambiente, ovvero la capacità portante. La capacità portante è associata a caratteristiche sia della specie sia dell'ambiente. Il suo valore è tanto più alto quanto minore è la resistenza offerta dall'ambiente a una determinata specie.
Osservando l'equazione di Verhulst, si deduce che, per ogni specie, la dinamica della popolazione segue una curva il cui andamento dipende contemporaneamente dal potenziale riproduttivo e dal rapporto tra entità della popolazione all'attualità e capacità portante dell'ambiente:
- a meno della capacità portante, le specie con potenziale riproduttivo elevato manifestano ritmi di crescita della popolazione elevati, mentre le specie con basso potenziale riproduttivo manifestano una crescita lenta;
- a meno del potenziale riproduttivo, una capacità portante elevata indica che una specie, in un determinato ambiente, può raggiungere elevate densità di popolazione, mentre un basso valore del fattore K indica che la popolazione avrà una densità bassa.

In definitiva, l'equazione di Verhulst sintetizza matematicamente la dinamica della popolazione di una specie in un determinato ambiente in funzione del rapporto fra le variabili r e K e del grado di sviluppo della popolazione. In sintesi si possono verificare le seguenti condizioni:
- le specie ad alto potenziale riproduttivo raggiungono rapidamente la situazione di equilibrio;
- le specie a basso potenziale riproduttivo raggiungono lentamente la situazione di equilibrio;
- la densità di popolazione all'equilibrio dipende dalla capacità portante dell'ambiente, per cui ci saranno specie ad alta densità di popolazione e altre a bassa densità;
- per qualsiasi specie la dinamica all'equilibrio dipende dal rapporto fra entità di popolazione e capacità portante dell'ambiente: se la popolazione supera la capacità portante, il differenziale di crescita è negativo e la popolazione diminuisce.

Secondo la teoria della selezione r-K, le diverse specie attuano strategie di sviluppo demografico differenti. Si possono distinguere due casi estremi, indicati rispettivamente come strategia r e strategia K. Fra questi due modelli di riferimento esistono in natura vari casi intermedi che, secondo l'andamento tendenziale, si riconducono a uno dei due casi estremi.

## Strategia R
È definita strategia R la dinamica di popolazione basata sul potenziale riproduttivo. Le popolazioni di specie a strategia r sono caratterizzate, nel breve periodo, da ritmi di crescita esponenziali che si verificano finché le condizioni ambientali sono favorevoli. La popolazione cresce e colonizza rapidamente l'ambiente fino a raggiungere un picco che dipende, naturalmente, dalla capacità portante dell'ambiente. A queste fasi di gradazione si alternano crolli repentini dovuti a una drastica riduzione del fattore K: il superamento della capacità portante ha un impatto tale da ridurre il fattore K. Di conseguenza la popolazione si troverà su livelli non sostenibili che ne causano la drastica riduzione.
La curva di crescita della popolazione ha un andamento a J nella fase di gradazione, mentre nel lungo periodo è caratterizzata da andamenti decrescenti più o meno inclinati.
Le specie a strategia r sono caratterizzate da elementi che denotano una notevole capacità di "invasione" dell'ambiente ma anche una sostanziale instabilità:
- elevata prolificità;
- cicli di sviluppo ontogenetico brevi;
- intenso turn-over generazionale;
- elevata mortalità;
- piramidi di età a larga base.

Sotto l'aspetto etologico, specie con questa strategia, usano scarse cure alla prole e mostrano una notevole competizione intraspecifica. Gli individui si sviluppano rapidamente raggiungendo in tempi brevi l'età riproduttiva. Nonostante l'elevata mortalità, che si identifica materialmente con la capacità portante dell'ambiente, l'elevata prolificità e il frequente ricambio generazionale sono in grado di garantire intensi ritmi di crescita.
La resistenza dell'ambiente si esprime con la pressione ecologica sulla specie. Quando si raggiunge il punto critico, con il superamento della capacità portante, si innescano reazioni omeostatiche che portano al crollo repentino della popolazione a causa di un incremento notevole del tasso di mortalità: sono fattori di mortalità l'insufficienza delle risorse alimentari determinata dalla competizione intraspecifica, l'insorgenza di malattie a decorso epidemico, l'incremento delle popolazioni degli organismi antagonisti, nella fattispecie predatori e parassiti.
Le specie a strategia R si annoverano, in generale, fra i microrganismi (batteri, funghi, protisti, alghe) e gli invertebrati. Fra i vertebrati rientrano per lo più i pesci e gli anfibi. Le piante, entro certi aspetti, si riconducono alla strategia R, tuttavia manifestano la più alta espressione soprattutto le specie erbacee annuali. Sotto l'aspetto funzionale, tali specie si collocano principalmente fra gli organismi produttori, i consumatori primari e i saprofiti.

## Strategia K
È definita strategia K la dinamica di popolazione basata sulla capacità di adattamento e sopravvivenza. Le popolazioni delle specie a strategia K hanno ritmi di crescita lenti e, una volta saturata la capacità portante dell'ambiente, si assestano su un livello di equilibrio, con oscillazioni "fisiologiche" intorno a questo valore.
A differenza delle specie a strategia r, la popolazione non subisce i repentini crolli che si verificano al culmine della gradazione. La curva di lungo periodo è infatti rappresentata da una sigmoide o curva logistica la cui regressione statistica si avvicina asintoticamente a una retta orizzontale con ordinata correlata alla capacità portante.
Le specie a strategia K sono caratterizzate da elementi che denotano una crescita demografica lenta, ma sostanzialmente stabile. Il flusso di energia e materia è infatti indirizzato sulla capacità di adattamento e sopravvivenza, più che sul potenziale riproduttivo:
- fertilità moderatamente bassa;
- cicli di sviluppo ontogenetico (=individuale) relativamente lunghi;
- ricambio generazionale differito nel tempo, con sovrapposizione di più generazioni;
- basso tasso di mortalità;
- piramidi di età con fasce proporzionatamente distribuite.

Sotto l'aspetto etologico, le specie con questa strategia manifestano comportamenti che tendono a instaurare condizioni di equilibrio. Gli individui si sviluppano lentamente e una volta raggiunta l'età adulta sono in grado di riprodursi per tempi relativamente lunghi, presentando una certa longevità. Il basso grado di prolificità è compensato dalla cura della prole, comportamento che riduce notevolmente la mortalità fino all'età riproduttiva. La competizione intraspecifica è limitata - almeno fra gli animali - da comportamenti che tendono a prevenirla, come ad esempio la territorialità. I fattori di controllo naturali, rappresentati dalle malattie e dagli antagonisti naturali, hanno un basso impatto, perciò tendono a mantenere costante il tasso di mortalità senza bruschi incrementi, come avviene invece nella strategia r.
Le specie a strategia K si annoverano principalmente fra gli uccelli e i mammiferi e alcuni rettili, ma va precisato che in queste categorie sistematiche sono frequenti anche specie a strategia r. Sotto l'aspetto funzionale occupano in generale i vertici delle catene alimentari, ma si collocano, con alcune prerogative, anche fra i consumatori primari (es. i grandi erbivori).

## Strategia A
È definita strategia A (“selezione avversa” o “strategia avversa”) la dinamica di popolazione basata sulla capacità di adattamento e sopravvivenza in ambienti estremi, dove le condizioni sono prevedibilmente sfavorevoli. Presenta caratteristiche sia della selezione K, l’ambiente è stabile, che della selezione r, costanti condizioni di stress abiotico in cui la competizione e le interazioni biotiche sono basse. Gli individui che vivono in questi ambienti hanno quindi evoluto un’alta resistenza allo stress.
Nelle specie a strategia A, la densità della popolazione può mantenersi bassa o essere fluttuante, tali fluttuazioni possono essere ampie o ristrette. Il grado di prolificità è quindi variabile: ci sono casi in cui è elevato ed altri invece in cui viene mantenuto basso.
Le energie degli individui sono impiegate soprattutto per l’adattamento e la sopravvivenza, piuttosto che per il potenziale riproduttivo:
- fecondità bassa;
- cicli di sviluppo ontogenetico (=individuale) relativamente lunghi;
- maturità tardiva.

A livello di strategie riproduttive, si possono trovare sia casi di semelparità (nelle specie in cui avviene un solo episodio riproduttivo prima della morte), che di  iteroparità (nelle specie caratterizzate da più cicli riproduttivi nel corso della loro vita). La prole può essere sia abbondante con piccoli individui (come per la selezione r) che scarsa, ma con individui di grandi dimensioni (come per la selezione K); le cure parentali non sono necessarie ma possibili.
Per quanto riguarda la taglia corporea, si trovano o individui (estremamente) grandi o individui (estremamente) piccoli (regola di Bergmann).
Per quanto riguarda l’aspetto etologico, la selezione A opera in habitat sottoposti ad alto stress ambientale, ma con basso livello di fluttuazione e con scarsa disponibilità di energia.
Si nota che le interazioni biotiche sono scarse e semplici. Negli ambienti costantemente ostili con condizioni come, ad esempio, primavere molto calde o fiumi a correnti veloci oppure dotati di chimismo particolare, le specie adattate si trovano ad avere una competitività interspecifica ridotta. Ne consegue la relazione per cui la complessità trofica diminuisce con l’aumento delle condizioni avverse. Un esempio di conseguenza di ciò è la riduzione dell’intensità degli attacchi dei predatori.

## Aspetti pratici

### Strategie di sviluppo e successioni ecologiche
Di particolare interesse è la relazione che lega la strategia di sviluppo con le caratteristiche intrinseche degli ecosistemi. Entrambe le strategie presentano vantaggi e svantaggi, determinando le condizioni per un'affermazione secondo il contesto.
Le specie a strategia r sono comunemente definite, secondo il punto di vista, opportuniste o pioniere. Tali specie sono infatti in grado di sfruttare condizioni favorevoli transitorie, colonizzando rapidamente l'ambiente, ma le loro popolazioni cadono drasticamente al sopraggiungere di condizioni sfavorevoli. Si trovano in condizioni di vantaggio biologico a bassi livelli di biodiversità e in occasione di flussi eccedenti di energia e materia. Per questi motivi le specie a strategia r hanno il sopravvento negli ecosistemi giovani, in quelli degradati e, in generale, in quelli soggetti a forti variazioni stagionali.
Le specie a strategia K sono invece molto più esigenti e necessitano di condizioni ambientali stabili e in equilibrio. In tali condizioni manifestano una notevole competitività arrivando a colonizzare stabilmente l'ecosistema. Si trovano in condizioni di vantaggio ad alti livelli di biodiversità e con flussi di energia e materia stabili. Per questi motivi le specie a strategia K hanno il sopravvento negli ecosistemi maturi e in quelli più produttivi.
Per le specie a selezione avversa, il flusso di energia e materia è indirizzato sulla capacità di adattamento e sopravvivenza, più che sul potenziale riproduttivo, avvicinandosi in questo caso alle strategie della selezione K.
La selezione K viene infatti “sostituita” in ambienti estremi con condizioni prevedibilmente avverse nel lungo periodo di tempo.

### Strategie di sviluppo e degrado ambientale
In condizioni di equilibrio, una comunità allo stadio climacico, o prossima ad esso, vede una forte affermazione delle specie a strategia K. Le specie a strategia r, pur essendo presenti, non sono in grado di espletare il loro potenziale riproduttivo in quanto le dinamiche di popolazione sono smorzate dalla capacità di reazione omeostatica dell'ecosistema maturo.
La superiorità biologica della strategia K presenta tuttavia una debolezza intrinseca nella forte dipendenza dalle condizioni di equilibrio e stabilità. Situazioni di squilibrio, anche temporanee, causate da eventi di degrado ambientale hanno effetti disastrosi proprio su queste specie.

### Strategie di sviluppo e agrosistemi
Un aspetto di grande importanza pratica è la ripartizione fra specie a strategie K e r negli agrosistemi. Per la loro peculiarità, gli agrosistemi offrono le condizioni ambientali ottimali per lo sviluppo delle specie a strategia r: il basso grado di biodiversità e l'intenso flusso energetico transitorio, dovuto all'apporto di energia ausiliaria (concimazione), sono le cause delle pullulazioni dei fitofagi, per lo più insetti e altri artropodi.